# 아시아 탁구 선수권 대회
아시아 탁구 선수권 대회(Asian Table Tennis Championships)는 아시아 탁구 연맹(ATTU)이 주관하는 국제 탁구 대회이다. 1952년에 제1회 싱가포르의 처음 개최하였다. 1952년부터 1970년까지 거쳐서 1972년부터 2000년까지 짝수년, 2003년부터 현재 홀수년으로 개최하고 있다.

## 역대 개최지

### TTFA 탁구 선수권 대회
- 1회 (1952년) : 싱가포르
- 2회 (1953년) : 일본 도쿄
- 3회 (1954년) : 싱가포르
- 4회 (1957년) : 필리핀 마닐라
- 5회 (1960년) : 인도 뭄바이
- 6회 (1963년) : 필리핀 마닐라
- 7회 (1964년) : 대한민국 서울
- 8회 (1967년) : 싱가포르
- 9회 (1968년) : 인도네시아 자카르타
- 10회 (1970년) : 일본 나고야

### ATTU 탁구 선수권 대회
- 1회 (1972년) : 중화인민공화국 베이징
- 2회 (1974년) : 일본 요코하마
- 3회 (1976년) : 조선민주주의인민공화국 평양
- 4회 (1978년) : 말레이시아 쿠알라룸푸르
- 5회 (1980년) : 인도 콜카타
- 6회 (1982년) : 인도네시아 자카르타
- 7회 (1984년) : 파키스탄 이슬라마바드
- 8회 (1986년) : 중화인민공화국 선전
- 9회 (1988년) : 일본 니가타
- 10회 (1990년) : 말레이시아 쿠알라룸푸르
- 11회 (1992년) : 인도 뉴델리
- 12회 (1994년) : 중화인민공화국 텐진
- 13회 (1996년) : 싱가포르 칼링
- 14회 (1998년) : 일본 오사카
- 15회 (2000년) : 카타르 도하
- 16회 (2003년) : 태국 방콕
- 17회 (2005년) : 대한민국 제주
- 18회 (2007년) : 중화인민공화국 양저우
- 19회 (2009년) : 인도 러크나우
- 20회 (2011년) : 마카오 마카오
- 21회 (2013년) : 대한민국 부산
- 22회 (2015년) : 태국 파타야
- 23회 (2017년) : 중화인민공화국 우시시
- 24회 (2019년) : 인도네시아 욕야카르타
- 25회 (2021년) : 카타르 도하
- 26회 (2023년) : 대한민국 평창

### 아시아·태평양 베테랑 탁구 선수권 대회
- 7회 (2013년) : 태국 방콕
- 8회 (2014년) : 대한민국 제주
- 9회 (2015년) : 베트남 호치민
- 10회 (2016년) : 인도네시아 반동
- 11회 (2017년) : 일본 야이즈
- 12회 (2018년) : 중화인민공화국 포산
- 13회 (2019년) : 타이완 타이베이
- 14회 (2020년) : 코로나-19 여파로 잠정 연기

## 메달 집계
| 순위 | 국가                   | 금메달 | 은메달 | 동메달 | 합계  |
| ---- | ---------------------- | ------ | ------ | ------ | ----- |
| 1    | 중화인민공화국         | 128    | 79     | 105.5  | 312.5 |
| 2    | 일본                   | 14     | 24     | 64     | 102   |
| 3    | 대한민국               | 11     | 23     | 47     | 81    |
| 4    | 조선민주주의인민공화국 | 7      | 19     | 27     | 53    |
| 5    | 홍콩                   | 5      | 10     | 33.5   | 48.5  |
| 6    | 대만                   | 2      | 6      | 20     | 28    |
| 7    | 싱가포르               | 1      | 7      | 8      | 16    |
| 8    | 인도                   | 0      | 0      | 1      | 1     |
| 9    | 말레이시아             | 0      | 0      | 1      | 1     |
| 10   | 베트남                 | 0      | 0      | 1      | 1     |
| 합계 | 합계                   | 168    | 168    | 308    | 644   |

## 같이 보기
- 세계 탁구 선수권 대회
- 아시아 탁구 연맹